# Skála
Skáli o Skála es un poblado en Eysturoy, Islas Feroe, Dinamarca, que pertenece al municipio de Runavík y cuenta con 663 habitantes en 2012.
Skáli es mencionado por primera vez en la Hundabrævið, un documento del siglo XIV, pero la historia del pueblo bien podría ser anterior. Skáli tuvo su propio municipio —que comprendía también al pueblo de Skálabotnur— entre 1952, cuando se escindió del municipio de Sjógv, y 2005, año en que ambos poblados se integraron a Runavík. El municipio tenía una área de 24 km² y al momento de su desaparición tenía 714 habitantes.
El pueblo de Skáli está ubicado en la orilla occidental del Skálafjørður, el fiordo más largo de las Islas Feroe, frente a los pueblos de Soldarfjørður y Skipanes, y al norte de Strendur. El astillero de Skáli, administrado por el puerto de Runavík, es el mayor astillero de las Islas Feroe, y es el sitio de construcción y reparación de una parte considerable de la flota feroesa.
Skáli cuenta con una sala deportiva y un campo de fútbol con capacidad para 2.000 espectadores. Hay dos clubes deportivos, el Skála Róðrarfelag (remo) y el Skála Ítróttarfelag (fútbol). En el último fin de semana del mes de mayo se celebra desde los años 1970 un festival que incluye competiciones deportivas. Hay un sitio de acampada muy frecuentado durante el verano.
La actual iglesia de Skáli fue terminada en 1940.